# St. James’s Gate Brewery

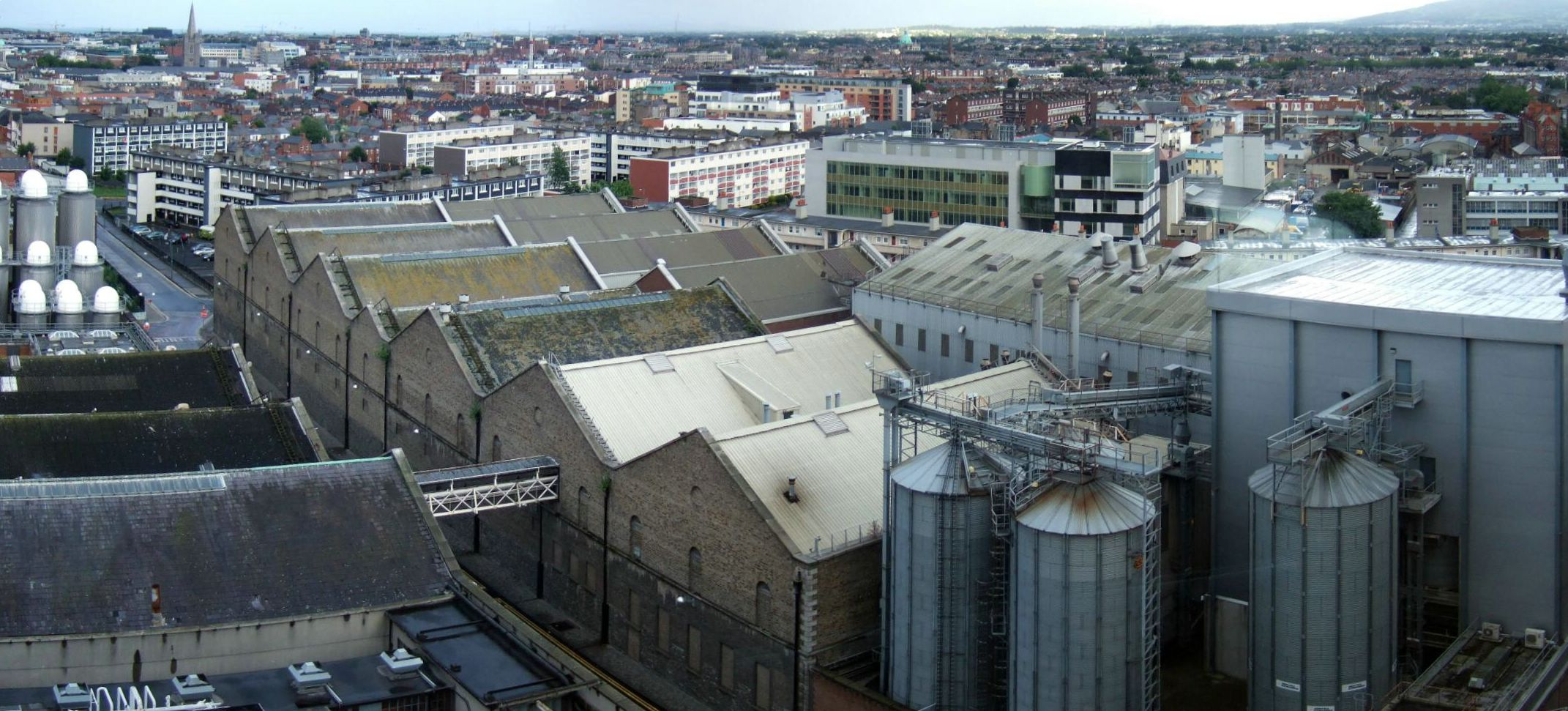
Widok na St. James’s Gate Brewery w Dublinie

St. James’s Gate Brewery (irl. Grúdlann Gheata Naomh Séamuis) – browar znajdujący się w Dublinie produkujący piwo Guinness. Jest to największy na świecie browar produkujący piwo stout. Jego symbolem jest harfa, instrument znajdujący się również w herbie Irlandii.
Browar został wynajęty w 1759 przez Arthura Guinnessa na 9000 lat za £45 rocznie, St. James’s Gate od samego początku był miejscem produkcji piwa Guinness. W 1838 stał się największym browarem w Irlandii, a w 1914 największym browarem na świecie. W 1886 r. został pierwszym browarem notowanym na angielskiej giełdzie. Obecnie jest największym na świecie browarem produkującym piwo stout.